# Michael Kvium
Michael Otto Albert Kvium (født 15. november 1955 i Horsens) er dansk billedkunstner, der bor i Lundby på Sydsjælland. Michael Kvium er især kendt som billedkunstner, men han har også lavet andre former for kunst som tegninger, skulptur, performancekunst og film.

## Liv
Kvium voksede op i et katolsk hjem og er ud af en børneflok på otte. Han gik på den katolske Sct. Ibs Skole, og hele familien gik sammen til latinsk højmesse hver søndag.
I 1973 fik han job som bladtegner ved Horsens Folkeblad. Her arbejdede han i seks år som karikaturtegner. Her var han bl.a. med til at lave satirebladet Muleposen, hvor lokale nyheder og emner blev fremlagt med en satirisk vinkel.
Kvium blev uddannet på Det Kongelige Danske Kunstakademi i København i 1979-85. Efter at have pendlet mellem Horsens og København, flyttede han til København.
Horsens Kunstmuseum har fulgt Michael Kvium, siden han var helt ung og besidder i dag Danmarks største samling af Kviums værker.
Han er gift med islandske Kristin Gudnason og far til barneskuespilleren Jonathan Kvium, der i dag er galleriejer.

## Værker
Sammen med Christian Lemmerz, Sonny Tronborg og Ingunn Jørstad dannede han performancegruppen VÆRST i 1985. Her lavede de bl.a. kortfilmen Grød. Han arbejdede med opsætningen af gruppens performances, og nogle af temaerne fra disse er senere blev videreudviklet i hans malerier.
Kvium har også arbejdet som filminstruktør og instruerede blandt andet filmen Voodoo Europa (1994), sammen med Christian Lemmerz, efter manuskript af Michael Kvium. Filmen handler om ni kvinder, der forvandler sig til Voodoo-dukker i et sommerhus. Kvium har også optrådt som skuespiller i film, blandt andet i filmen Russian Pizza Blues (1992)
De temaer, Kvium tager fat på i sin kunst, er ofte universelt konfliktstof som forgængelighed, kroppen, psykens afkroge og familieforhold. Han konfronterer med det at være menneske . Figurerne er ofte androgyne og med ligheder til kunstnerens egne ansigtstræk. I løbet af årene har han opbygget sit eget symbolunivers. I mange af værkerne indgår citroner, øjne, blindetegn, hjernemasse og røde pølser, ligesom han ofte beskæftiger sig med tematikker som kroppens deformitet, blindhed, dumhed og lignende emner.
Michael Kvium er blandt andet repræsenteret på Horsens Kunstmuseum, Statens Museum for Kunst, Esbjerg Kunstmuseum og Aarhus Kunstmuseum, Oluf Høst Museet samt Trapholt Kunstmuseum. Han har også udstillet internationalt på museer og gallerier i blandt andet Norge, Sverige, Finland, Kina, Holland og Tyskland.

## Hædersbevisninger
- 2010: Ridderkorset af Dannebrogordenen